# Goodbye Bafana
Pour plus de détails, voir Fiche technique et Distribution.
Goodbye Bafana est un film issu d'une coproduction internationale, réalisé par Bille August et sorti en 2007.

## Synopsis
Le film retrace la vie sur 25 ans de James Gregory, un Sud-Africain blanc, gardien de prison responsable de Nelson Mandela, de l'incarcération de ce dernier dans les années 1960 au pénitencier de Robben Island à sa libération de la prison Victor Verster en 1990. Dans ses fonctions, Gregory fut notamment chargé de censurer le courrier de Mandela, dont il maîtrisait la langue, le Xhosa. Prenant progressivement conscience des dures réalités de l'application de l'apartheid pour les Noirs d'Afrique du Sud à mesure qu'il apprend à connaître Nelson Mandela et ses proches, il en devient finalement son ami et son confident. 

## Controverses
Le film est tiré d'un roman, écrit par le lieutenant James Gregory (1941-2003), chargé à partir de 1968 de censurer le courrier reçu par Mandela. Gregory affirme notamment dans son livre Goodbye Bafana avoir été intime et ami de Mandela en prison. Ce livre a cependant été tourné en dérision par Anthony Sampson, l'auteur de la biographie autorisée de Mandela. Sampson a notamment accusé James Gregory d'avoir menti et d'avoir violé la vie privée de Nelson Mandela dans son livre. Sampson a notamment déclaré que Gregory n'avait que peu conversé avec Nelson Mandela, mais avait surtout censuré les lettres envoyées au détenu et utilisé les informations récoltées pour fabriquer une relation étroite et particulière entre eux.
Dans son autobiographie, Un long chemin vers la liberté, Nelson Mandela mentionne James Gregory à deux reprises : une première, lors de son emprisonnement à Pollsmoor, où il dit ne pas bien le connaître bien qu'il fût son censeur à Robben Island et une seconde fois pour le jour de sa libération en 1990, déclarant l'avoir embrassé chaleureusement mais aussi n'avoir jamais parlé de politique avec lui. Par la suite, Nelson Mandela admit que Gregory fut l'un des gardiens les plus raffinés et qu'il avait du respect pour lui.

## Fiche technique
- Titre : Goodbye Bafana
- Réalisation : Bille August

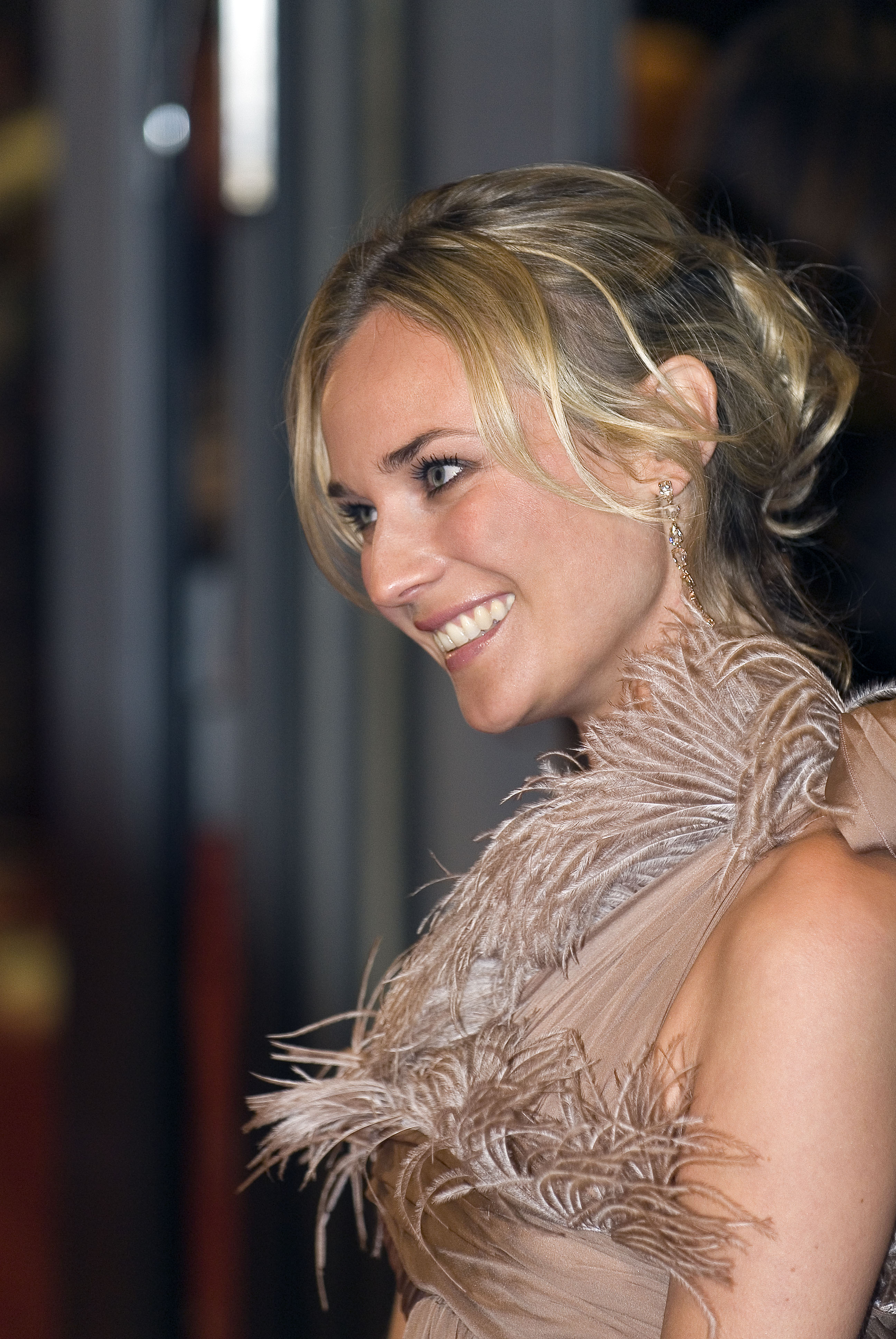
L'actrice Diane Kruger à la première allemande du film, en février 2007.

- Scénario : Bille August, Greg Latter d'après le roman de Bob Graham et James Gregory
- Images : Robert Fraisse
- Musique : Dario Marianelli
- Société(s) de production : Banana Films, Arsam International, Film Afrika Worldwide, Future Films, Thema Production, X-Filme Creative Pool
- Société(s) de distribution : Image Entertainment,  Allemagne (X Verleih AG, Warner Home Video),  France United International Pictures (UIP)
- Production : Jean-Luc Van Damme, Dianne Beatty pour United International Pictures
- Pays d'origine :  Belgique,  Italie,  Afrique du Sud,  Royaume-Uni,  Allemagne,  France,  Luxembourg
- Format : couleur - 1,85:1 (Vistavision) - son Dolby digital -  35 mm
- Genre : historique, drame
- Format : couleur - 35 mm (Kodac) - 2,35:1 - Son Dolby Digital DTS
- Durée : 117 minutes
- Dates de sortie :
  -  Allemagne : 11 février 2007 (Berlin International Film Festival)
  -  Espagne : 24 mars 2007 (Las Palmas Film Festival)
  -  Belgique,  France,  Grèce : 11 avril 2007
  -  Allemagne : 12 avril 2007
  -  Italie : 13 avril 2007
  -  Espagne : 27 avril 2007
  -  Royaume-Uni : 11 mai 2007

## Distribution
- Joseph Fiennes (VF : Bruno Choël) : James Gregory
- Dennis Haysbert : Nelson Mandela
- Diane Kruger : Gloria Gregory
- Patrick Lyster : Major Pieter Jordaan
- Shiloh Henderson : Brent Gregory
- Tyrone Keogh (VF : Alexis Tomassian) : Brent Gregory
- Megan Smith : Natasha Gregory
- Jessica Manuel : Natasha Gregory
- Faith Ndukwana : Winnie Mandela
- Terry Pheto : Zindzi Mandela
- Leslie Mongezi : Walter Sisulu
- Zingizile Mtuzula : Raymond Mhlaba (Zingi Mtuzula)
- Mehboob Bawa : Ahmed Kathrada
- Shakes Myeko : Andrew Mlangeni
- Sizwe Msutu : Cyril Ramaphosa
- Khaya Sityo : Jonas Motsadi
- Warrick Grier :  Vann Niekerk
- Clive Fox :  Colonel Pier Barnard
- Eduan van Jaarsveldt :  Sergent Chris Brits
- Claire Berlein :  Sannie
- Jennifer Steyn :  Joyce Barnard
- Andre Jacobs :  Brigadier Morkel
- Mark Elderkin :  Vosloo
- Danny Keogh :  Colonel Stander
- Marko van der Colff :  Dannie Bosman
- Corien Pelt :  Lynette
- Neels van Jaarsveld :  Boytjie
- Garth Breytenbach :  Jack Steyn
- Louis van Niekerk :  Général Voster
- Adrian Galley :  Brigadier Kemp
- Norman Anstey : Jimmy Kruger
- Trix Pienaar :  Barbara
- Dan Robbertse :  Capitaine Nel
- Zolile Nokwe :  Hangula
- Willy Harzon :  Capitaine de la prison de Pollsmoor
- Paula Pursch :  la bibliothécaire
- Albert Maritz :  le garde de sécurité de la bibliothèque
- Bernice Mpinda :  Femme noire âgée
- Michele Belknap :  Bibliothécaire
- Thomas Galvin :  James enfant
- Bulelani Sonqishe :  Bafana
- Martin Le Maitre :  Intendant
- Kyle Solms :  Jeune gardien
- Graham Weir :  Gardien sévère
- Mauro Stephano Faraoni :  Gardien du port
- Zikhona Mda :  Zenani (Zikhona Mda)
- Antonio Cencherle :  Garde de la porte
- Bulelwa Cosa :  Femme noire avec enfant
- Matthew Dylan Roberts :  Homme en costume (Mathew Roberts)
- Alessandra Vinciguerra :  Femme en bleu
- Charl van Heyningen :  Présentateur du journal (1982)
- Andrew Germishuys :  Gardien de prison (non crédité)
- Giulia Troiano :  Voix en italien (non crédité)

## Anecdotes
Goodbye Bafana est avant tout le projet d'un homme, Jean-Luc Van Damme, publicitaire bruxellois ayant décidé de se reconvertir en producteur de films via sa société Banana Films. Le projet faillit à diverses reprises ne jamais aboutir par suite de difficultés budgétaires.
Le film n'est pas à l'abri d'anachronismes ou de simplifications historiques :
- Ainsi, durant une période située entre 1968 et 1976, le portrait officiel situé dans le bureau du chef de la prison de Robben Island est celui de Pieter Botha, président de la République sud-africaine (1984-1989). Le portrait aurait dû être celui de Jacobus Johannes Fouché, président contemporain de cette époque ou du ministre des Prisons, pas celui de Botha à l'époque ministre de la Défense.

- Tout au long de la période 1968-1990, Pieter Jordaan, le major des services secrets, arbore constamment au revers de son veston une épinglette représentant le drapeau sud-africain. Dans les faits, ce genre d'insigne n'était pas utilisé par les officiels sud-africains et encore moins par les membres des services secrets. Ce genre d'épinglette semble être inspiré plutôt de celles que l'on trouve au revers des complets des présidents américains depuis le 11 septembre 2001. A contrario, il est aussi à noter dans le film la relative discrétion ou absence des drapeaux sud-africains devant les édifices publics par rapport à la réalité de l'époque.

- La rencontre entre Nelson Mandela et Frederik de Klerk en 1990 à la résidence présidentielle de Groote Schuur est présentée comme la première rencontre entre le représentant de l'ANC et un chef d'État sud-africain. Il n'est nullement mentionné la rencontre en 1989 avec le président Pieter Botha ni les entretiens avec le ministre Kobie Coetsee, plus fréquents que ceux avec Jimmy Kruger (montré dans le film).